# Ojiya
Ojiya (Japans: 小千谷市, Ojiya-shi) is een stad in de prefectuur Niigata in Japan. De stad is 155,12 km² groot en heeft 40.029 inwoners (2007).

## Geschiedenis
De stad Ojiya ontstond op 10 maart 1954 toen de gemeentes Ojiya, Senda en Shirokawa werden samengevoegd.
Op 23 oktober 2004 werd Ojiya getroffen door de Chūetsu aardbeving, een beving met een kracht van 6,9 op de schaal van Richter. In Ojiya vielen 51 doden en bijna 4800 gewonden. Bijna 17.000 gebouwen en woningen werden vernield of ernstig beschadigd en gedurende drie dagen had de stad geen elektriciteit.

## Cultuur
Op 24 en 25 augustus wordt jaarlijks het Ojiya festival gehouden.
Jaarlijks op 9 en 10 september is er het Kataki festival met een van de grootste vuurwerkshows ter wereld.
Op 25 en 26 februari is het jaarlijkse ballonfestival.
Meerdere malen per jaar vinden in Ojiya koi-tentoonstellingen plaats, zoals de Wakagoi Show en de Nogyosai.

## Landbouw en industrie
In Ojiya staan fabrieken voor elektronica (Sanyo, Panasonic). Daarnaast is er textielindustrie (weverijen).
In Ojiya wordt aardgas gewonnen. Het is de grootste gasproducent in Japan.
In Ojiya wordt rijst verbouwd (productnaam “Koshihikari”) en kweekt men gekleurde karpers (nishikigoi oftewel koi).

## Verkeer
Ojiya ligt aan de Joetsu-lijn en de Iiyama-lijn van East Japan Railway Company.
Ojiya ligt aan de Kanetsu-autosnelweg en de  autowegen 17, 117, 291, 351 en 403.